# Road Trip (film)
För andra betydelser, se Road trip (olika betydelser).
Road Trip är en amerikansk långfilm från 2000 i regi av Todd Phillips, med Breckin Meyer, Seann William Scott, Amy Smart och Paulo Costanzo i rollerna.

## Handling
Josh och Tiffany har varit ihop så länge de kan minnas. När de ska börja på college så visar det sig att de ska gå på två olika skolor och knappt kommer att träffa varandra framöver. Men Josh håller kontakten med henne genom att spela in egna filmer som han sen skickar till henne.
Under en fest är Josh otrogen med skolans snyggaste tjej Beth, och han filmar det för att kunna skryta för sina vänner. Av misstag råkar han skicka bandet till Tiffany, så han blir tvungen att åka dit och hämta bandet innan hon tittar på det.
Han tar med sig sina bästa vänner E.L, Kyle och Rubin och stjäl en buss. Sen börjar äventyret....

## Rollista
| Breckin Meyer       | – Josh Parker                   |
| Seann William Scott | – E.L.                          |
| Amy Smart           | – Beth Wagner                   |
| Paulo Costanzo      | – Rubin Carver                  |
| DJ Qualls           | – Kyle Edwards                  |
| Tom Green           | – Barry Manilow                 |
| Rachel Blanchard    | – Tiffany Henderson             |
| Anthony Rapp        | – Jacob                         |
| Fred Ward           | – Earl Edwards                  |
| Andy Dick           | – Motel Clerk                   |
| Ethan Suplee        | – Ed                            |
| Horatio Sanz        | – French Toast Guy              |
| Rhoda Griffis       | – Tour Group Mom                |
| Marla Sucharetza    | – Sperm Bank Nurse              |
| Edmund Lyndeck      | – Jack Manilow, Barry's Grandpa |